# Shane Wright
Shane Wright (* 5. ledna 2004, Burlington, Ontario) je kanadský hokejový útočník hrající za tým Windsor Spitfires v OHL. Ve vstupním draftu 2022 si jej jako 4. celkově v 1. kole vybral tým Seattle Kraken.
Na mezinárodní scéně získal Wright jako člen týmu Kanady zlato na Mistrovství světa do 18 let v roce 2021 a týmu Kanady na Mistrovství světa juniorů v ledním hokeji v roce 2023.

## Statistiky

### Klubové statistiky
| Sezóna      | Klub                       | Soutěž      |    | Základní část | Základní část | Základní část | Základní část | Základní část |   | Play off | Play off | Play off | Play off | Play off |
| Sezóna      | Klub                       | Soutěž      | Z  | G             | A             | B             | TM            | Z             | G | A        | B        | TM       |          |          |
| 2019/20     | Kingston Frontenacs        | OHL         | 58 | 39            | 27            | 66            | 10            | —             | — | —        | —        | —        |          |          |
| 2021/22     | Kingston Frontenacs        | OHL         | 63 | 32            | 62            | 94            | 22            | 11            | 3 | 11       | 14       | 0        |          |          |
| 2022/23     | Seattle Kraken             | NHL         | 8  | 1             | 1             | 2             | 2             | —             | — | —        | —        | —        |          |          |
| 2022/23     | Coachella Valley Firebirds | AHL         | 8  | 4             | 2             | 6             | 2             | 24            | 2 | 7        | 9        | 2        |          |          |
| 2022/23     | Windsor Spitfires          | OHL         | 20 | 15            | 22            | 37            | 6             | 4             | 1 | 2        | 3        | 4        |          |          |
| 2023/24     | Coachella Valley Firebirds | AHL         | 59 | 22            | 25            | 47            | 18            | 12            | 4 | 9        | 13       | 4        |          |          |
| 2023/24     | Seattle Kraken             | NHL         | 8  | 4             | 1             | 5             | 0             | —             | — | —        | —        | —        |          |          |
| NHL celkově | NHL celkově                | NHL celkově | 16 | 5             | 2             | 7             | 2             | —             | — | —        | —        | —        |          |          |

### Reprezentační statistiky
| Rok                       | Tým                       | Soutěž                    | Z  | G  | A  | B  | TM |
| ------------------------- | ------------------------- | ------------------------- | -- | -- | -- | -- | -- |
| 2019                      | Kanada Black              | WHC-17                    | 5  | 4  | 3  | 7  | 14 |
| 2021                      | Kanada 18                 | MS-18                     | 5  | 9  | 5  | 14 | 2  |
| 2023                      | Kanada 20                 | MS-20                     | 7  | 4  | 3  | 7  | 0  |
| Juniorská kariéra celkově | Juniorská kariéra celkově | Juniorská kariéra celkově | 17 | 17 | 11 | 28 | 16 |